# Lemminkejnen

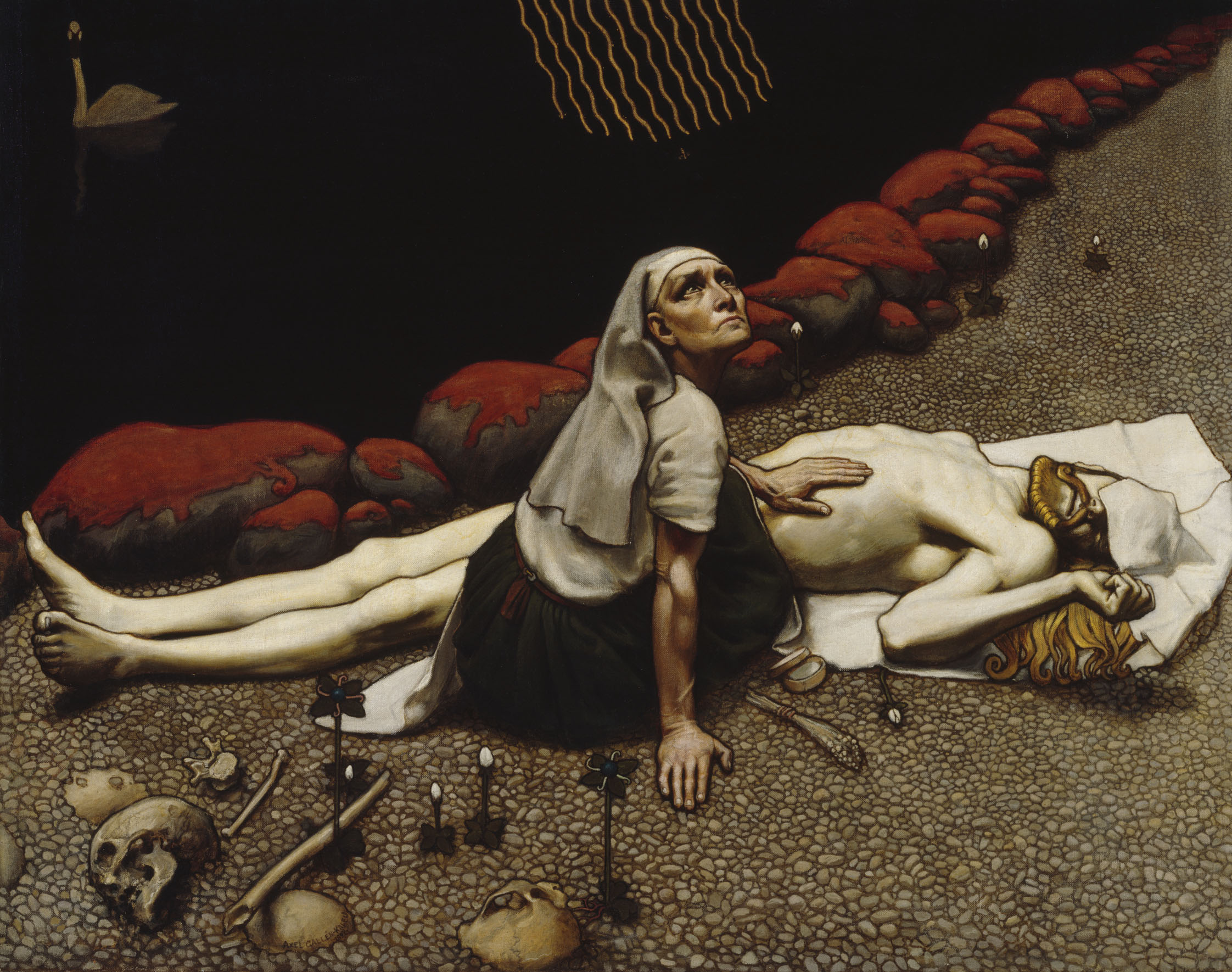
Akseli Gallen-Kallela: Lemminkejnen anyja

Lemminkejnen a Kalevala egyik szereplője, Lempi vagy másként Lemmikki fia, hívják Ahtinak is, mintha a vizek istene lenne. Állandó jelzője a „léha legény”, ebből következőleg dévaj, hirtelen haragú. Ugyanakkor becsületes hős is, aki Vejnemöjnenhez hasonlóan varázsénekek tudója.
Elrabolta és feleségül vette Külikkit, aki megígértette vele, hogy nem jár többet harcolni; Lemminkejnen ennek fejében azt kérte, hogy felesége ne járjon el a faluba szórakozni, mint a férj nélküli leányok. Mikor Lemminkejnen húgától, Ainikkitől megtudta, hogy felesége mégis eljár a faluba, elhagyta az asszonyt és elindult Pohjolába lánykérőbe. Louhi lányát szerette volna feleségül kérni. Louhi gonosz próbatételek elé állította, ebből kettőt könnyűszerrel teljesített, de a harmadik feladat - az alvilág folyóján úszó hattyú elejtése egyetlen nyíllövéssel - a vesztét okozta, Tuoni fia nyolc darabba vágta és bedobta az alvilágba. Egy varázsfésű segítségével azonban Lemminkejnen anyja tudomást szerzett a fiával történtekről, és elindult, hogy megmentse fiát. Ilmarinentől rézgereblyét kapott, amivel kihalászta fia holttestét, s gyógyírral megkenve életre keltette (ezt a jelenetet ábrázolja a mellékelt kép, Akseli Gallen-Kallela festménye). A mítosz ezen része feltűnően hasonlít az egyiptomi Ízisz és Ozirisz történetére.
Hirtelen természete miatt nem hívták meg Louhi lánya és Ilmarinen esküvőjére, ahol végül megjelent, nagy verekedést szított, és párharcban megölte Észak urát, Louhi férjét. Ezért menekülnie kellett, anyja ismét segítségére volt, egy szigetre bújtatta, ahol idejét szűzekkel és özvegyekkel múlatta. Távolléte alatt észak fiai feldúlták házát. Visszatértekor látta romokat, már azt hitte, anyja is odaveszett, amikor az erdőbe vezető lábnyomokat vett észre. Az erdőben anya és fia újra találkoztak.
Mikor Vejnemöjnen és Ilmarinen elindultak a szampóért, Lemminkejnen is velük tartott, és hősiesen harcolt a tengeren a sassá változott Louhi ellen.